# Waleed Al-husseini
Waleed Al-husseini, palestinski, esejist, pisatelj in bloger.
Oktobra 2010 ga je palestinska oblast aretirala zaradi domnevnega kriminala proti islamu na Facebooku in na blogih; njegova aretacija je pridobila mednarodno pozornost. Kasneje je pobegnil v Francijo, kjer je uspešno zaprosil za azil. 
Leta 2013 je ustanovil svet bivših muslimanov Francije, leta 2015 pa je napisal svojo prvo knjigo The Blasphemer: The Price I Paid for Rejecting Islam o njegovih izkušnjah.

## Bibliography
- Blasphémateur ! : les prisons d'Allah, 2015, Grasset (ISBN 978-2-246-85461-6)
  - English translation: Al-Husseini, Waleed (2017). The Blasphemer: The Price I Paid for Rejecting Islam. New York City: Skyhorse Publishing. ISBN 9781628726756.
- Une trahison française : Les collaborationnistes de l'islam radical devoilés ("A French Treason: The Collaborators of Radical Islam Unveiled"), 2017, Éditions Ring ISBN 979-1091447577